# Voivodato de Suwałki
El voivodato de Suwałki (en polaco Województwo suwalskie) fue una división administrativa y gobierno local de Polonia entre 1975 y 1998.
En 1999, su territorio se integró en el voivodato de Varmia y Masuria y el voivodato de Podlaquia.
Su capital era Suwałki.

## Ciudades
Población en 31 de diciembre de 1998:
- Suwałki – 68.331
- Ełk – 56,208
- Giżycko – 31.484
- Augustów – 30.162
- Pisz – 19,571
- Olecko – 17.175
- Goldap – 13.858
- Wegorzewo – 12.331
- Orzysz – 10.600
- Ruciane-Nida – 4593
- Biala Piska – 4589
- Mikolajki – 3793
- Ryn – 3151
- Lipsk – 2521

## Distritos
Basado en la ley del 22 de marzo de 1990, las autoridades locales de la administración pública general, crearon 9 regiones administrativas en las que participan varios municipios.
- Augustów (Augustów, Lipsk, gmina Augustów, gmina Bargłów Kościelny, gmina Lipsk, gmina Nowinka, gmina Płaska y gmina Sztabin )
- Ełk (Ełk, gmina Ełk, gmina Kalinowo, gmina Prostki y gmina Stare Juchy)
- Giżycko (Gmina Giżycko , Gmina Kruklanki, Gmina Mikołajki , Gmina Miłki, Gmina Ryn y Gmina Wydminy)
- Gołdap (Gołdap, gmina Banie Mazurskie, gmina Dubeninki y gmina Gołdap)
- Olecko (Olecko, gmina Kowale Oleckie, gmina Olecko, gmina Swiętajno y gmina Wieliczki )
- Pisz ( Biała Piska, Orzysz, Pisz, Ruciane-Nida, gmina Biała Piska, gmina Orzysz, gmina Pisz y gmina Ruciane-Nida )
- Sejny: (Sejny, gmina Giby, gmina Krasnopol, gmina Puńsk y gmina Sejny )
- Suwałki (Suwałki, gmina Bakałarzewo, gmina Filipów, gmina Jeleniewo, gmina Przerośl, gmina Raczki, gmina Rutka-Tartak, gmina Suwałki, gmina Szypliszki y gmina Wiżajny )
- Węgorzewo (Węgorzewo, gmina Budry, gmina Pozezdrze y gmina Węgorzewo)

## Evolución demográfica
| Año       | 1975    | 1980    | 1985    | 1990    | 1995    | 1998    |
| Población | 414 700 | 422 600 | 449 000 | 470 600 | 485 600 | 489 200 |

- Datos: Q1755166